# Motores Toyota na Fórmula 1

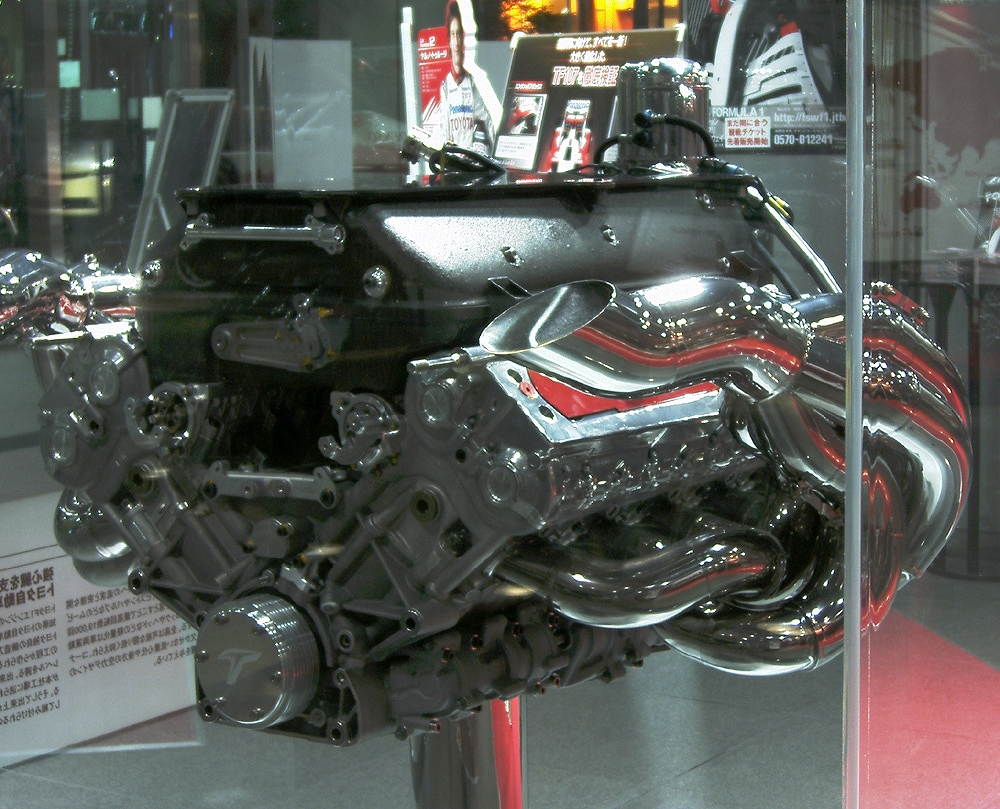
O motor Toyota RVX-01 3.0 V10 utilizado no modelo de testes TF101 antes da entrada da Toyota Racing na Fórmula 1.

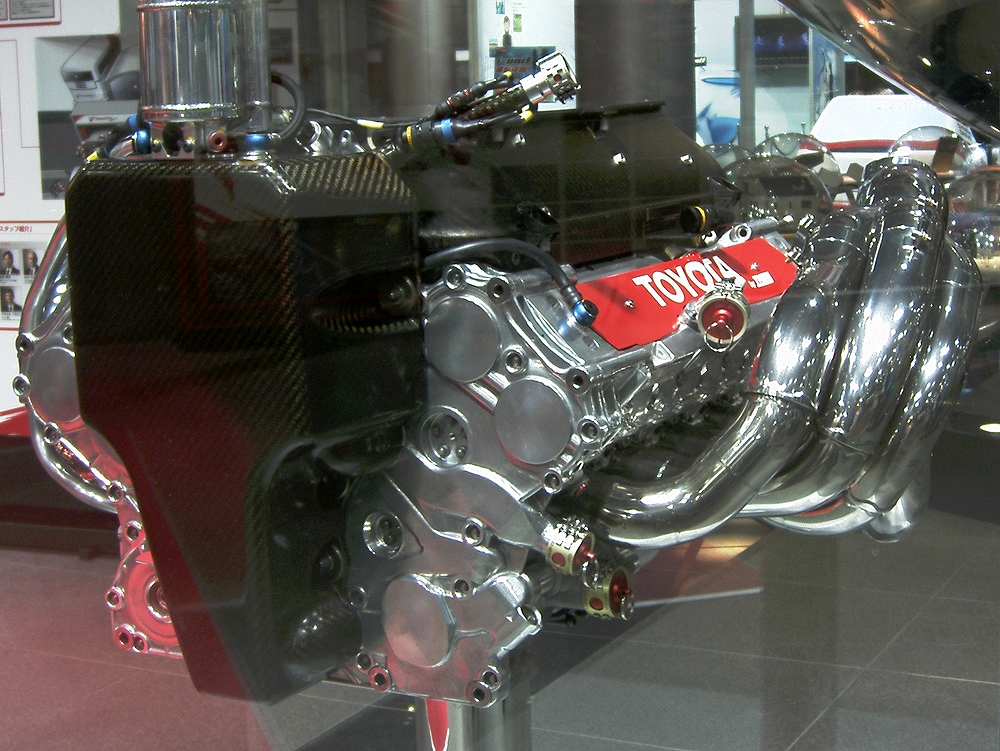
O motor Toyota RVX-01 3.0 V10 utilizado no modelo de testes TF101 antes da entrada da Toyota Racing na Fórmula 1.

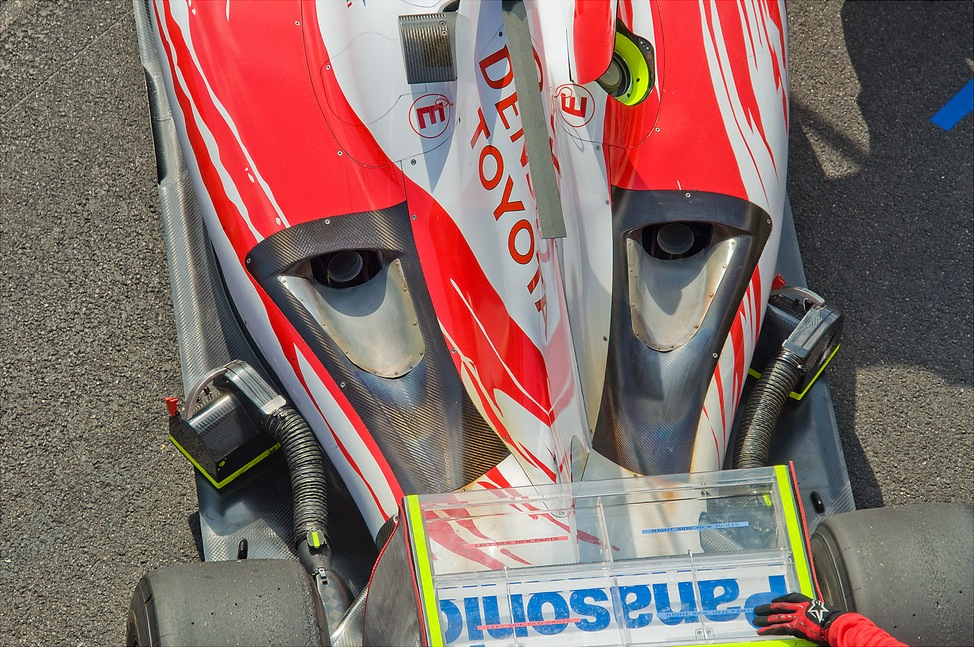
Detalhes da tampa do motor do Toyota TF109.

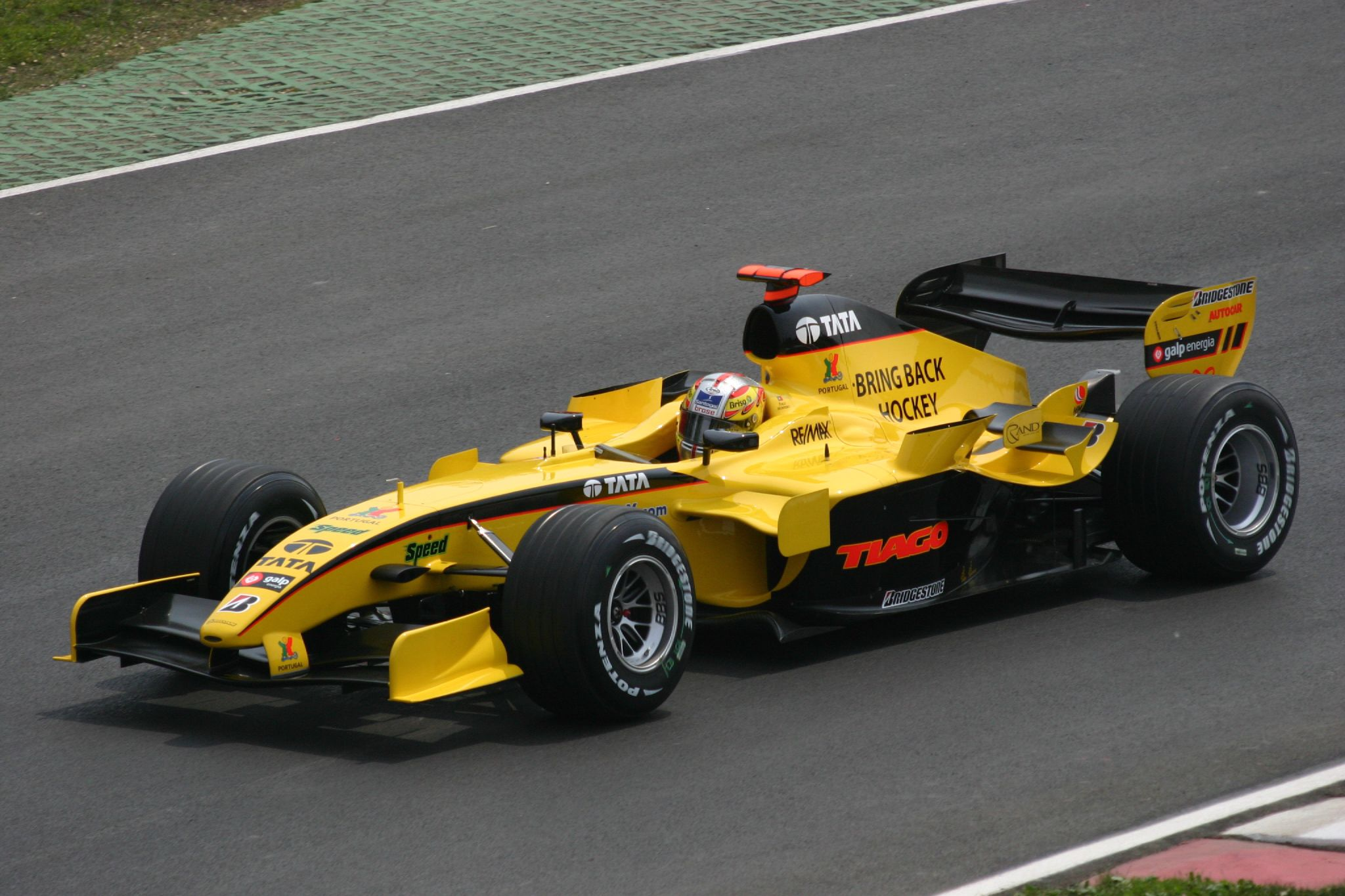
Tiago Monteiro pilotando a Jordan no GP do Canadá de 2005.

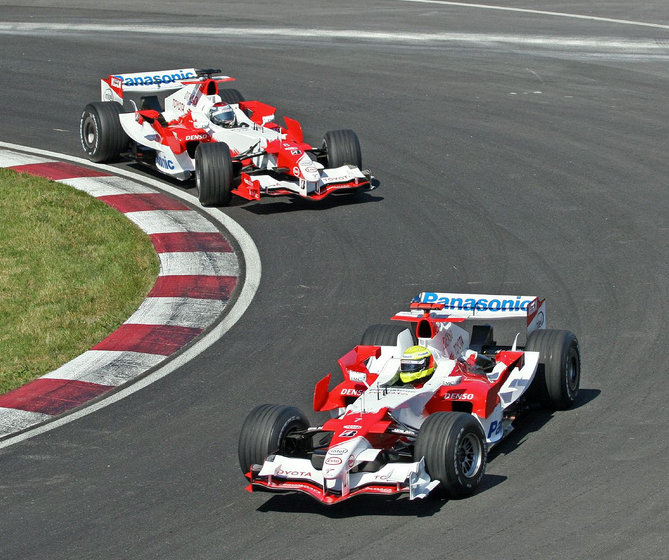
Os dois pilotos da Toyota, Ralf Schumacher e Jarno Trulli, no GP do Canadá de 2006.

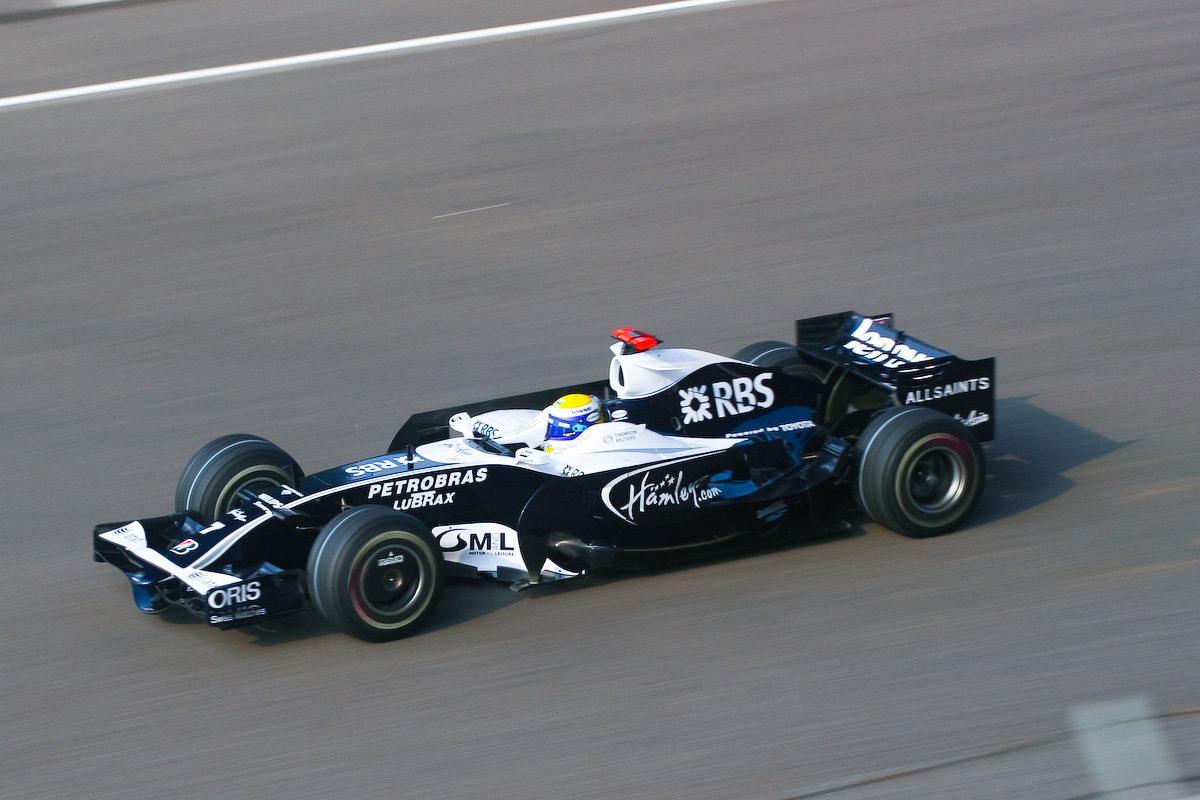
Nico Rosberg pilotando uma Williams no GP da China de 2009.

## História
Em 21 de janeiro de 1999, a Toyota anuncia que iria ingressar na F-1, após anos em corridas de protótipos. No ano seguinte, o anuncio é de que a equipe da Toyota seria a 12ª equipe para o mundial de 2002. Com isto o ano de 2001 serve de testes e de desenvolvimento para o TF102 com o TF101 sendo o primeiro carro de fórmula da equipe.

## Fornecimento de Motores
| Ano  | Equipe          | Motor                 |
| ---- | --------------- | --------------------- |
| 2002 | Toyota          | Toyota RVX-02 3.0 V10 |
| 2003 | Toyota          | Toyota RVX-03 3.0 V10 |
| 2004 | Toyota          | Toyota RVX-04 3.0 V10 |
| 2005 | Toyota          | Toyota RVX-05 3.0 V10 |
| 2005 | Jordan          | Toyota RVX-05 3.0 V10 |
| 2006 | Toyota          | Toyota RVX-06 2.4 V8  |
| 2006 | Midland1 Spyker | Toyota RVX-06 2.4 V8  |
| 2007 | Toyota          | Toyota RVX-07 2.4 V8  |
| 2007 | Williams        | Toyota RVX-07 2.4 V8  |
| 2008 | Toyota          | Toyota RVX-08 2.4 V82 |
| 2008 | Williams        | Toyota RVX-08 2.4 V82 |
| 2009 | Toyota          | Toyota RVX-09 2.4 V83 |
| 2009 | Williams        | Toyota RVX-09 2.4 V83 |

## Campeonato como Equipe Oficial

### Campeonato de Pilotos[1]
| Ano  | Pos | Piloto          |
| ---- | --- | --------------- |
| 2005 | 6º  | Ralf Schumacher |

### Campeonato de Construtores[1]
| Ano  | Pos | Construtor |
| ---- | --- | ---------- |
| 2005 | 4º  | Toyota     |

### Pódios[1]
| Ano  | Grande Prêmio | Pos | Piloto          | Construtor |
| ---- | ------------- | --- | --------------- | ---------- |
| 2005 | Malásia       | 2º  | Jarno Trulli    | Toyota     |
| 2005 | Barém         | 2º  | Jarno Trulli    | Toyota     |
| 2005 | Espanha       | 3º  | Jarno Trulli    | Toyota     |
| 2005 | Hungria       | 3º  | Ralf Schumacher | Toyota     |
| 2005 | China         | 3º  | Ralf Schumacher | Toyota     |
| 2006 | Austrália     | 3º  | Ralf Schumacher | Toyota     |
| 2008 | França        | 3º  | Jarno Trulli    | Toyota     |
| 2008 | Hungria       | 2º  | Timo Glock      | Toyota     |
| 2009 | Austrália     | 3º  | Jarno Trulli    | Toyota     |
| 2009 | Malásia       | 3º  | Timo Glock      | Toyota     |
| 2009 | Barém         | 3º  | Jarno Trulli    | Toyota     |
| 2009 | Singapura     | 2º  | Timo Glock      | Toyota     |
| 2009 | Japão         | 2º  | Jarno Trulli    | Toyota     |

## Campeonato como Fornecedora

### Campeonato de Pilotos[2]
| Ano  | Pos | Piloto       |
| ---- | --- | ------------ |
| 2009 | 7º  | Nico Rosberg |

### Campeonato de Construtores[2]
| Ano  | Pos | Construtor |
| ---- | --- | ---------- |
| 2007 | 4º  | Williams   |

### Pódios[2]
| Ano  | Grande Prêmio  | Pos | Piloto         | Construtor |
| ---- | -------------- | --- | -------------- | ---------- |
| 2005 | Estados Unidos | 3º  | Tiago Monteiro | Jordan     |
| 2007 | Canadá         | 3º  | Alexander Wurz | Williams   |
| 2008 | Austrália      | 3º  | Nico Rosberg   | Williams   |
| 2008 | Singapura      | 2º  | Nico Rosberg   | Williams   |

## Números na Fórmula 1
- Vitórias: 0[3] (0%[4])
- Pole-Positions: 3[5] (2,140%[6])
- Voltas Mais Rápidas: 4[7]
- Triplos (Pole, Vitória e Volta Mais Rápida) 0[8] (não considerando os pilotos, apenas o motor)
- Pontos: 384[9]
- Pódiuns: 17[10]
- Grandes Prêmios: 140[11] (Todos os Carros: 455[12])
- Grandes Prêmios com Pontos: 83[13]
- Largadas na Primeira Fila: 10[14]
- Posição Média no Grid: 12,020[15]
- Km na Liderança: 486,870 Km[16]
- Primeira Vitória: Nenhuma Vitória[17]
- Primeira Pole Position: 60 Corridas[18]
- Não Qualificações: 0[19]
- Desqualificações: 2[20]
- Porcentagem de Motores Quebrados: 24,400%[21]